# أوسكار ديكسون (إحصائي)
أوسكار ديكسون (بالإنجليزية: Wilfrid Dixon)‏ هو إحصائي أمريكي، ولد في 13 ديسمبر 1915 في بورتلاند في الولايات المتحدة، وتوفي في 20 سبتمبر 2008.